# Лошка Гора (Радече)
Лошка Гора (словен. Loška Gora) је насељено место у словеначкој општини Радече у покрајини Долењска која припада Посавској регији. До јануара 2014. припадало је Савињској регији.
Налази се на надморској висини 318,3 м, површине 0,64 км². Приликом пописа становништва 2011. године насеље је имало 9 становника. 